# Вунсокет (Јужна Дакота)
Вунсокет (енгл. Woonsocket) град је у америчкој савезној држави Јужна Дакота.

## Демографија
По попису из 2010. године број становника је 655, што је 65 (-9,0%) становника мање него 2000. године.
| Група             | 2000.       | 2010.       |
| Белци             | 695 (96,5%) | 638 (97,4%) |
| Афроамериканци    | 0 (0,0%)    | 0 (0,0%)    |
| Азијати           | 8 (1,1%)    | 2 (0,3%)    |
| Хиспаноамериканци | 10 (1,4%)   | 10 (1,5%)   |
| Укупно            | 720         | 655         |